# Autoroute A 810
Die Autoroute A 810 ist eine geplante französische Autobahn, die die Städte Niort südlich an der Autobahn A 10 und La Rochelle miteinander verbinden soll. Im Endausbau soll sie 60 km lang sein.
Ihre Trasse existiert schon weitestgehend als Schnellstraße auf den Strecken der Nationalstraßen N 248 und N 11. Auf ihrem Weg wird sie die ebenfalls geplante A 831 kreuzen. Der Termin des Umbaus ist noch nicht bekannt.